# The9
The9 Ltd. (tiếng Trung: 第九城市) là một công ty trò chơi trực tuyến có trụ sở tại Thượng Hải có giấy phép độc quyền vận hành và phân phối World of Warcraft tại Trung Quốc (được ra mắt vào tháng 6 năm 2005, và đã trở thành trò chơi trực tuyến phổ biến nhất).

## Giấy phép phân phối trò chơi hiện tại
- Mu Online (quan hệ hợp tác đã chấm dứt)
- World of Warcraft (quan hệ hợp tác đã chấm dứt)[2]
- Joyful Journey West
- Guild Wars (bản Trung Quốc) (thỏa thuận với NCsoft kết thúc sớm vào ngày 31 tháng 3 năm 2008)
- Soul of the Ultimate Nation
- Granado Espada
- Hellgate: London
- Huxley
- Ragnarok Online 2
- FIFA Online 2
- Atlantica Online
- Free Realms[3]
- PlanetSide 2
- Firefall
- Winning Goal